# 判事失格!?弁護士夏目連太郎の逆転捜査
『判事失格!?弁護士夏目連太郎の逆転捜査』（はんじしっかく!?べんごしなつめれんたろうのぎゃくてんそうさ）は、2014年に制作され、2017年3月24日にフジテレビ系列の『金曜プレミアム』で放映されたテレビドラマ。
制作後3年ほど塩漬けにされていた状態だったものの、主演の渡瀬恒彦が2017年3月14日に逝去した影響で、追悼番組としてようやく日の目を見る形となった。

## 概要
判事として活躍していたが、真実を追い求めるあまり判決が遅すぎて再任されず弁護士に転職した夏目連太郎を渡瀬恒彦が演じる。その娘の弁護士として、本仮屋ユイカ、さらにその別れた夫として渡辺大などが出演。
事件は見掛けとは違う姿を法廷で見せ始めるが、最後の最後にその偽装すらも真相とは異なるものだったと判る二重ドンデン返しになっている。

## キャスト
夏目連太郎：（渡瀬恒彦）
元判事の弁護士。真実を求めて最後まで妥協しない。判事時代には判決が遅かったために再任されず弁護士に。
夏目沙月：（本仮屋ユイカ）
連太郎の娘、弁護士。ビジネス度外視で真実を求める連太郎に代わって事務所の収入を支えている。連太郎の手法に呆れつつも理解はしている。バツイチ。元夫の哲也には愛想を尽かしてはいるが、情報をもらうためや、父が夕食に呼んでしまうなど、月３ペースで会っている。
近藤哲也：（渡辺大）
沙月の元夫。警視庁捜査一課刑事。今でも沙月に未練があるらしく、なにかと夏目事務所にやってくる。
柳井信二：（渡辺いっけい）
検察官。本件の担当で、検察の面子に掛けても一審判決が翻ることを阻止したいと考えている。
望月睦夫：（津川雅彦）
弁護士。大手事務所の経営者であり、沙月を引き抜こうと考えている。クライアント企業から貴重なお土産を入手しては夏目事務所にやってくる。しかし、沙月にはいつも適当にあしらわれている。本件は望月の事務所に来た案件だったらしいが、再審は金にならないと言うことで連太郎に押し付けてしまった。だが、様子は気になっているらしい。
寺川隆志：（市川勇）　
本件の被害者。不動産会社社長であり、貸金業も営んでいる。陸上競技のコーチをしており、将来ある選手の面倒を見ることが生き甲斐である。本件では会社事務所にて背中を数回果物ナイフで刺されて死亡している所を発見された。
寺川美登里：（竹下明子）　
本件の被害者。隆志の妻。腹部を果物ナイフで刺されて事務所で死亡している所を発見された。
甲田雅文：（蟹江一平）　
本件の容疑者。美容院の経営に行き詰まり、寺川から借金をすることになっていた。寺川の殺害現場で、金庫にあった現金が奪われていたことから容疑者として逮捕された。現金を奪ったことは認めたが、殺害については否認。しかし、一審判決はいずれの罪でも有罪となり、無期懲役の判決が下り、控訴した。
西嶋優二：（鳥羽潤）　
幸田の飲み友達で、寺川が貸金業をしていることを紹介した。現在はスポーツライターをしている。しかし、過去には自身も陸上競技をしており、寺川に世話になっていたことがある。だが、ドーピングに関する意見の対立から破門同然に辞めさせられた。そうした経緯から真の容疑者ではないかと疑われるようになったが、その矢先に神社の階段から突き落とされて転落死してしまう。
山科真奈美：（大谷みつほ）　
寺川が支援している陸上競技チームのトレーナー。彼女自身も陸上競技をやっていたため、現役時代の西嶋の記憶があった。西嶋と関わりがあったことから、西嶋殺しの犯人ではないかと疑われる。
笹本遼：（一井直樹）　
陸上競技チームの現在の期待の新星。それ故にライターの西嶋の接触を受けたり、そのことで山科に心配されたりしている。
浜崎進：（沼田爆）
黒木勝：（天宮良）
中村由紀夫：（中西良太）
甲田ミツ：（泉晶子）
梶原光俊：（松尾敏伸）
その他　
須永慶、加藤純平、藤井大督、蔵田尚樹、和田三四郎、上野山浩ほか

## スタッフ
- 脚本：深沢正樹
- 監督：合月勇
- リーガルアドバイス：柴崎菊恵
- 脚本協力：小谷暢亮
- ボディスタント：ケン・スタントクリエーション
- 技術協力：アップサイド
- 美術協力：京映アーツ
- ポスプロ：映広
- プロデューサー：黒川浩行（ユニオン映画）、岩崎文（ユニオン映画）
- 制作：フジテレビ
- 制作著作：ユニオン映画